# اوتومو سورین

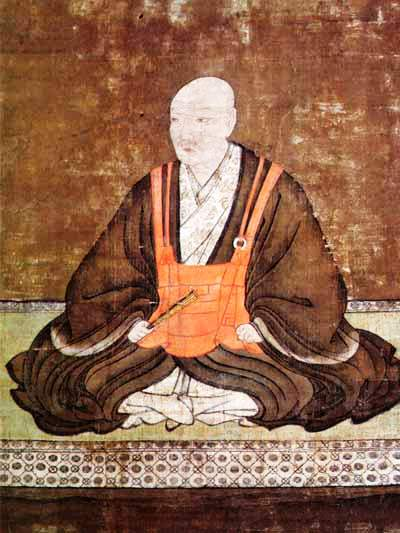

اوتومو سورین، اوتومو یوشی‌شیگه (به ژاپنی: 大友 宗麟) (۱۵۳۰ – ۱۵۸۷ میلادی) یکی از دایمیوهای ژاپنی در دوره سنگوکو بود. او بر بخشی از کیوشو حکمرانی می‌کرد. او از معدود دایمیوهای مسیحی ژاپن بود و از کلیسای کاتولیک پیروی می‌کرد. پسر بزرگ اوتومو یوشی‌آکی، قلمروی فونای را در کیوشو، جنوبی‌ترین جزیره اصلی ژاپن، از پدرش به ارث برد. شاید مهم‌ترین دلیل شهرت او این باشد که از تویوتومی هیده‌یوشی برای مداخله در کیوشو علیه خاندان شیمازو درخواست کرد، بنابراین موجب تحریک تویوتومی برای انجام لشکرکشی کیوشو شد.

## اوایل زندگی
در سال ۱۵۴۵، سورین با لیدی ناتا (یزابل) ازدواج کرد که یکی از شخصیت‌های برجسته علیه گسترش مسیحیت در غرب ژاپن شد. او دختر ناتا آکیموتو، رئیس کشیش معبد ناتا هاچیمان بود. قلمروی سورین شامل بندر فونای بود که کشیشان یسوعی، راهزنان، بازرگانان چینی و اربابان دریایی ژاپنی در آن رفت و آمد می‌کردند. سورین علاوه بر اینکه بسیاری از مناطق کیوشو را تحت کنترل خود متحد کرد و از این رو قدرت و اعتبار خاندان خود را به دست می‌آورد، به عنوان یکی از دایمیوهایی که شخصاً با مبلغ یسوعی‌ها در سال ۱۵۵۱، یکی از اولین اروپایی‌ها در ژاپن، فرانسیسکو خاویر ملاقات کرد نیز بسیار مهم است.